# Idriz Voca
Idriz Naser Voca (ur. 15 maja 1999 w Stans) – szwajcarski piłkarz posiadający również obywatelstwa Kosowa i Albanii. W 2017 roku należał do kosowskiej reprezentacji U-21, a w latach 2018–2021 był reprezentantem Kosowa.

## Życie prywatne
Syn kosowskiego Albańczyka i Bośniaczki. W 2017 roku otrzymał obywatelstwo albańskie.